# Horst Herrmann (Theologe)
Horst Herrmann (* 1. August 1940 in Schruns; † 19. September 2017 in Süddeutschland) war ein ehemaliger Priester der römisch-katholischen Kirche, deutscher Kirchenrechtler und Kirchenkritiker, Soziologe und Schriftsteller. Bekannt wurde er seit den 1970er-Jahren durch zahlreiche kritische Auseinandersetzungen mit der römisch-katholischen Amtskirche.

## Leben
Horst Herrmann wuchs im württembergischen Tuttlingen auf. Während seiner zwölf Jahre im Internat und als Messdiener wurde seine Faszination für den Katholizismus gefördert, sein frühester Berufswunsch war „Kardinal“. Herrmann studierte katholische Theologie und Rechtswissenschaft an den Universitäten in Tübingen und München und wurde 1964 in Stuttgart-Bad Cannstatt zum Priester geweiht. In Bonn promovierte er 1967 zum Dr. theol. In den folgenden zwei Jahren wohnte er am Campo Santo und setzte seine Studien an den römischen Fakultäten fort. Im Jahr 1970 wurde er in Bonn habilitiert.

### Lehrstuhl für katholisches Kirchenrecht
Ab 1970 hatte Herrmann einen Lehrstuhl für katholisches Kirchenrecht an der Universität Münster inne. Von dort aus kam es wiederholt zu Spannungen zwischen ihm und den Kirchenoberen:
- 1972 regte er an, die Kirchenfinanzierung von der Kirchensteuer auf eine „Mandatssteuer“ umzustellen und es dabei dem Einzelnen zu überlassen, ob er sie der Kirche, dem Staat oder einem Sonderfonds für gezielte Aufgaben zukommen lassen wolle. Mit diesem Vorschlag zog Herrmann Kritik der Kirchenbehörden auf sich.
- Anschließend kritisierte er in mehreren Büchern die katholische Ehelehre, das autoritäre römisch-katholische Lehramt und das enge Verhältnis von Staat und Kirche. Von einem dieser Bücher ist bekannt, dass Herrmann es ohne eine kirchliche Druckerlaubnis publizierte.
- Nach Informationen des Spiegels kritisierte Herrmann in seinen Vorlesungen die kirchliche Doppelmoral mit Aussagen wie „Manche Kleriker raten Priestern, die heiraten wollen, sich ihre Freundin heimlich zu halten und zu schweigen.“ und „Ein Priester, der ein Beichtkind zur Sünde gegen das sechste Gebot verführt, kann laut Kirchengesetz des Amtes enthoben werden. Einem Priester jedoch, der ein Beichtkind zur Unterschlagung anstiftet, drohen keine Kirchenstrafen.“[3] Aus Unmut über Herrmanns Kirchenkritik entzog ihm der Bischof von Münster, Heinrich Tenhumberg, im Jahr 1975 die kirchliche Lehrerlaubnis; dies war der erste Fall dieser Art in der Bundesrepublik Deutschland. Tenhumberg erklärte Herrmann zum „gefährlichsten Theologen Deutschlands“, dem man es nicht gestatten dürfe, „auch nur eine Stunde länger die studierende Jugend zu gefährden“. Zahlreiche Intellektuelle wie Heinrich Böll, Günter Wallraff und Martin Walser bekundeten öffentliche Solidarität mit Herrmann.[4]

Infolge des Entzugs seiner Lehrerlaubnis konnte Herrmann zwar keine katholischen Theologen mehr ausbilden, wohl aber weiter als Professor an der Fakultät lehren. Auch hiergegen versuchte Tenhumberg vorzugehen, indem er bei Johannes Rau, damals Wissenschaftsminister von Nordrhein-Westfalen, Herrmanns Abberufung und „einen dem Lehrbedürfnis entsprechenden Ersatz“ forderte. Der Bischof berief sich dabei auf Artikel 12 des Preußischen Konkordats von 1929, nach dem ihm das Recht zustehe, einen Theologie-Professor beim Ministerium „anzuzeigen“, wenn dieser nach Meinung des Bischofs „der katholischen Lehre zu nahe tritt“.
Die Bürgerrechtsvereinigung Humanistische Union schrieb Tenhumbergs Vorgehen deshalb „größte Gewichtigkeit“ zu, weil nach Wissen dieses Verbands erstmals in der Geschichte der Bundesrepublik Vertragsklauseln der Konkordate mit dem Heiligen Stuhl „verfassungswidrig“, nämlich gegen die in Artikel 5 des Grundgesetzes garantierte Wissenschaftsfreiheit eingesetzt werden sollten.
In der Tat hatten die Kirchenoberen keine rechtliche Handhabe, Herrmann aus der Fakultät zu entfernen. Das preußische Konkordat wurde erst später mit dem Zusatz versehen, wonach Professoren bei Beanstandungen die Fakultät verlassen müssen. Herrmann bezeichnet diese durch die Landesregierung initiierte Veränderung als „Lex Herrmann“.
1977 wurde Herrmann einem von ihm selbst beantragten Lehrbeanstandungsverfahren unterzogen, mit welchem er sich das Recht zur Freiheit von Forschung und Lehre bestätigen lassen wollte. In diesem Verfahren hatte er nur teilweise Erfolg: Eine Kommission der Deutschen Bischofskonferenz unter Vorsitz des damaligen Mainzer Kardinals Hermann Volk stellte entlastend fest, dass in Herrmanns Publikationen „ein direkter Widerspruch zu einem definierten Dogma nicht nachweisbar“ sei. Man warf ihm aber eine „Verfälschung“ der kirchlichen Lehren vom unfehlbaren Lehramt der Kirche, von der Unauflöslichkeit der Ehe und dem Fortleben Jesu Christi in der Kirche vor.
Im Jahr 1981 trat Herrmann aus der Kirche aus. Er betonte, dass seine ursprüngliche Überzeugung, „daß nichts die Menschen so verbessern könnte wie die Kirche“, schwer enttäuscht worden sei. Im Laufe der Jahre habe er gemerkt, „daß nichts so ungeeignet zur Verbesserung der Menschheit ist wie die Kirche“. Statt ein Sammelbecken für menschliche Entfaltung und Befreiung zu sein, terrorisiere die Kirche ihre Mitglieder „mit selbstgestrickten Zwängen und Schranken, die schon viele Menschen kaputtgemacht haben“.
Im selben Jahr heiratete Herrmann eine 24 Jahre alte Pädagogik- und Romanistikstudentin. Dieser Verstoß gegen die priesterliche Zölibatsverpflichtung führte nach den damals geltenden Kirchengesetzen (can. 2388, § 1 CIC/17) zur automatischen Exkommunikation.

### Lehrstuhl für Soziologie
Im Jahr seines Kirchenaustritts bat Herrmann beim Wissenschaftsministerium des Landes Nordrhein-Westfalen von sich aus darum, in eine nicht-theologische Fakultät versetzt zu werden. Seinen Darstellungen zufolge gestand man ihm eine weite Auswahl zu, woraufhin er sich für den Fachbereich Sozialwissenschaften entschied. Er blieb an der Universität Münster und war dort ab dem Jahr 1981 Professor für „Institutionenlehre unter besonderer Berücksichtigung der Geschichte, des Rechts und der Soziologie religiöser Institutionen“. Herrmann blieb bis zu seiner Emeritierung im Jahr 2005 am Institut für Soziologie.
Die Zeit an diesem Lehrstuhl beschreibt Herrmann besonders anhand seiner Etablierung von vier Fachgebieten:
- In der Paternologie befasste sich Herrmann mit Formen, Strukturen und Institutionen und menschlicher Sozialisation in patriarchalen Gesellschaften. Sein in diesem Fachgebiet entstandenes Buch Vaterliebe. Ich will ja nur dein Bestes bezeichnete er im Jahr 2008 rückblickend als „sein wichtigstes Buch“, es sei für ihn „das zentrale Buch über Patriarchat, Vaterliebe, patriarchalische Religion.“ Diese Forschungsrichtung solle dazu beitragen, künftige Generationen aus „subtil geknüpften patriarchalen Fesselungen“ zu befreien.[14][15]
- Unter dem Arbeitsbegriff Infantismus (lat. infans = Kind) beschäftigte sich Herrmann mit der Position von Kindern in einer patriarchalischen Gesellschaft. Kinder würden in dieser Gesellschaft „meist herabgewürdigt, dem Leben der Eltern Sinn zu geben, elterliche Bedürfnisse zu befriedigen, den Eltern Bestätigung zu vermitteln“. Infantistischen Bewegungen schrieb Herrmann die Funktion zu, „diese Zustände und Entwicklungen auch philosophisch und soziologisch aufzuarbeiten und ihnen politisch zu begegnen“. Damit sei der Infantismus in der patriarchalen Gesellschaft ein ebenso wichtiges Mittel zum Widerstand wie der Feminismus.[16]
- Als Synontologie (griech. syneimi = zusammen sein, ehelich oder außerehelich verkehren) bezeichnete Herrmann seine „Lehre von der Partnerschaft“, die sich mit den allgemeinen Ursachen und Gesetzmäßigkeiten, Zusammenhängen, Strukturen, Entwicklungen menschlicher Paarbeziehungen und Lebensentwürfe befasst. Diese Forschungsrichtung etablierte Herrmann als Alternative zu einer von ihm kritisierten „traditionellen Familiensoziologie“, um im Gegensatz zu jener besonders „neue gesellschaftliche und individuelle Entwicklungen der Partnerschaft“ zu untersuchen. Denn grundlegender als Forschung zur Familie sei die Besinnung auf deren Basis, „die auf Liebe gestützte Partnerschaft“, sodass den Untersuchungen über Ehe und Familie die Untersuchung der Partnerschaft als solcher vorangehen müsse.[17]
- In der Trochologie (griech. trochos = Folter) beschäftigte sich Herrmann mit Foltermentalitäten und Foltermethoden. Als Ziel formulierte er „zum einen die ungeschminkte Darstellung der noch bis in die Gegenwart hineinreichenden realen Foltervorgänge, zum anderen die Herstellung von Öffentlichkeit als der effektivsten Methode, künftige Foltervorgänge zu unterbinden“.[18]

### Nach der Emeritierung
Nach seiner Emeritierung wirkte Herrmann weiter als Kritiker der Amtskirche in Talkshows, als Interviewpartner und als Gastautor von Zeitungen und Online-Medien. Mehrfach kritisierte er die Päpste Benedikt und Franziskus und sprach ihnen den Willen und die Fähigkeit zur Lösung eines Reformstaus im Vatikan sowie zur Modernisierung der katholischen Kirche ab. Wiederholt rügte er die Homophobie der Päpste und Kardinäle, insbesondere im Zusammenhang mit kirchlicher Einmischung in politische Abstimmungen in europäischen Ländern zur Ehe-Öffnung. Der Umgang der Kirche mit menschlicher Sexualität sei nach wie vor „zutiefst inhuman“.
Außerdem prangerte Herrmann an, dass die Kirche das Leiden von Tieren ignoriere, was im Widerspruch dazu stehe, dass auch Tiere „Geschöpfe Gottes“ sind.
Einem Glauben an Gott stand Herrmann weiterhin betont positiv gegenüber. In seinem 2015 erschienenen Buch Befreit Gott von den Gläubigen! Eine Liebeserklärung an Gott plädierte er dafür, ein negativ besetztes Gottesbild der Kirche durch ein von universaler Liebe und Freundschaft geprägtes zu ersetzen. Der Philosoph Hubertus Mynarek würdigte dieses Werk als „wahrscheinlich umfassendste und systematischste Hymne auf Gott als Freund, indem er wie kaum ein anderer alle Aspekte, Nuancen, Facetten dieser Freundschaft gesammelt, analysiert, zum Teil sogar zum ersten Mal entdeckt hat“.

### Sonstiges
Horst Herrmann war auf Empfehlung von Heinrich Böll und Walter Jens ab 1977 Mitglied des PEN-Zentrums Deutschland. Außerdem war er Herausgeber der im Münchner Goldmann Verlag erschienenen „Bibliothek des Querdenkens“.
Herrmann schrieb zwei Kriminalromane, deren Handlungen im Vatikan angesiedelt sind. Dass dieses unter dem Pseudonym Peter Simon geschah, war laut Herrmann ein Wunsch des Verlags.
Mit seiner Ehefrau bekam Herrmann zwei Söhne. Horst Herrmann starb im September 2017 im Alter von 77 Jahren, während er an seinem Schreibtisch arbeitete.

## Auszeichnungen
Die Mächler-Stiftung verlieh Herrmann 2005 in Zürich den Robert-Mächler-Preis für kritische Aufklärung und humanitäres Engagement. Laut der Laudatio des Philosophen Michael Schmidt-Salomon zählt Horst Herrmann „zu den wichtigsten zeitgenössischen Vertretern der Aufklärung“.

## Schriften (Auswahl)
- Die Stellung unehelicher Kinder nach kanonischem Recht. Grüner, Amsterdam 1971.
- Der priesterliche Dienst IV. Kirchenrechtliche Aspekte der heutigen Problematik. Herder (QD 49), Freiburg im Breisgau 1972.
- Ehe und Recht. Versuch einer kritischen Darstellung. Herder (= QD 58), Freiburg im Breisgau 1972.
- Kleines Wörterbuch des Kirchenrechts. Für Studium und Praxis. Herder, Freiburg im Breisgau 1972.
- Ein unmoralisches Verhältnis. Bemerkungen eines Betroffenen zur Lage von Staat und Kirche in der Bundesrepublik Deutschland. Patmos, Düsseldorf 1974, ISBN 3-491-77476-4
- Die sieben Todsünden der Kirche. Mit einem Nachwort von Heinrich Böll. Bertelsmann, München 1976.
- Savonarola. Der Ketzer von San Marco. Bertelsmann, München 1977.
- Ketzer in Deutschland. Kiepenheuer & Witsch, Köln 1978; Neuauflage 2017, ISBN 978-3-462-40001-4.
- Martin Luther. Eine Biographie. Bertelsmann, München 1983.
  - 3. Auflage als: Martin Luther. Ketzer und Reformator, Mönch und Ehemann. Orbis, München 1999, ISBN 3-572-10044-5.
  - 4. Auflage als: Martin Luther. Eine Biographie. Aufbau-Taschenbuch-Verlag, Berlin, 2003, ISBN 3-7466-1933-5.
- Vaterliebe. Ich will ja nur dein Bestes. Rowohlt, Reinbek 1989.
- Die Angst der Männer vor den Frauen. Konkret, Hamburg 1989.
- Die Kirche und unser Geld. Daten – Tatsachen – Hintergründe. Rasch und Röhring, Hamburg 1990.
- mit Karlheinz Deschner: Der Anti-Katechismus. 200 Gründe gegen die Kirchen und für die Welt. Rasch und Röhring, Hamburg 1991; völlig überarbeitete Neuausgabe: Tectum, Marburg 2015, ISBN 978-3-8288-3546-7.
- Kirchenfürsten. Zwischen Hirtenwort und Schäferstündchen. Rasch und Röhring, Hamburg 1992.
- Kirchenaustritt – ja oder nein? Argumente für Unentschlossene. Rasch und Röhring, Hamburg 1992.
- Die Caritas-Legende. Wie die Kirchen die Nächstenliebe vermarkten. Rasch und Röhring, Hamburg 1993.
- Passion der Grausamkeit. 2000 Jahre Folter im Namen Gottes. Bertelsmann, München 1994.
- Was ich denke. Goldmann, München 1994.
- Johannes Paul II. beim Wort genommen. Eine kritische Antwort auf den Papst. Goldmann, München 1995.
- Thomas Müntzer heute. Versuch über einen Verdrängten. Klemm und Oelschläger, Ulm 1995, ISBN 3-9802739-7-0.
- Sex und Folter in der Kirche. 2000 Jahre Folter im Namen Gottes. Bertelsmann, Gütersloh ¹1994, ISBN 978-3-8094-4157-1, div. weitere Ausgaben 1998 (SA), 2005, 2009, 2012 (E-Book), 2019
- Liebesbeziehungen – Lebensentwürfe. Eine Soziologie der Partnerschaft. Telos, Münster 2001, ISBN 3-933-06003-6. 4. Auflage (Taschenbuch) 2008, ISBN 978-3-933060-03-7.
- Begehren, was man verachtet. Männer haben Angst vor Frauen. Telos, Münster 2003, ISBN 3-933060-09-5.
- Kirche, Klerus, Kapital. Hintergründe einer deutschen Allianz. Lit, Münster 2003, ISBN 3-8258-6862-1.
- Lexikon der kuriosesten Reliquien. Vom Atem Jesu bis zum Zahn Mohammeds. Rütten & Loening, Berlin 2003, ISBN 3-352-00644-X.
- Die Heiligen Väter. Päpste und ihre Kinder. Aufbau TB, Berlin 2004, ISBN 3-7466-8110-3.
- Die Folter. Eine Enzyklopädie des Grauens. Eichborn, Frankfurt 2004, ISBN 3-8218-3951-1.
- Nero. Eine Biographie. Aufbau TB, Berlin 2005, ISBN 3-7466-1777-4.
- Johannes Paul II. Wahrer Mensch und wahrer Papst. Aufbau TB, Berlin 2005, ISBN 3-351-02605-6.
- Benedikt XVI. Der neue Papst aus Deutschland. Aufbau TB, Berlin 2005, ISBN 3-7466-2210-7.
- Agnostizismus. Freies Denken für Dummies. Wiley-VCH, Weinheim 2008, ISBN 978-3-527-70426-2.
- mit Winfried Göpfert: Allgemeinbildung für Dummies. Wiley-VCH, Weinheim 2010, ISBN 978-3-527-70512-2.
- Philosophie der Aufklärung für Dummies. Wiley-VCH, Weinheim 2012, ISBN 978-3-527-70705-8.
- Befreit Gott von den Gläubigen! Eine Liebeserklärung an Gott. Tectum, Marburg 2015, ISBN 978-3-8288-3638-9.
- Martin Luther. Vom Mönch zum Menschen. Tectum, Marburg 2017, ISBN 978-3-8288-3850-5.

Unter dem Pseudonym „Peter Simon“ sind erschienen:
- Der Papst, die Prophezeiung und das Nest der Waschbären. Roman. Rütten & Loening, Berlin 1996.
- Im Vatikan ist die Hölle los. Roman. Rütten & Loening, Berlin 1998.